# Tumeur fibrohistiocytaire plexiforme
Une tumeur fibrohistiocytaire plexiforme est une petite tumeur constituée de deux types de cellules ayant pour certaines des caractères fibroblastiques et d’autres histiocytaires. Elle est aussi dénommée tumeur fibrocytique plexiforme. Cette lésion rare a d’abord été décrite en 1988 par Frantz M. Enzinger et R. Zhang,.

## Description
C'est une lésion qui se situe entre le derme et l'hypoderme.
Ses localisations sont variables avec un siège préférentiel aux membres supérieurs, en particulier l’avant-bras, la main et le poignet. À l'examen c’est une petite masse solitaire, souscutanée, mesurant de 1 à 5 cm de diamètre,.

## Fréquence et évolution
Elle survient essentiellement chez l’enfant, l’adolescent voir l’adulte jeune.
Elle se distingue par la survenue de récidive locale dans 20 à 30 % des cas. C’est une tumeur rare dont le risque de transformation maligne est réduit. Des métastases ont été décrites, mais restent rares.
Le traitement consiste en l’excision chirurgicale. Les récidives postopératoires sont fréquentes,.

## Histologie
La lésion est caractérisée par la présence seul ou associés : de faisceaux entrelacés de cellules fusiformes "fibroblastiques" et/ou de plages de cellules dites histiocytaires, ces dernières étant souvent accompagnées de cellules géantes d’allure ostéoclastique. La lésion présente une extension locale très progressive. Le diagnostic différentiel est d’autant plus difficile lorsqu’il y a quasi exclusivement un seul des deux types de cellules trouvé sur les lames d’histologie.